# Ben Zimet
Pour les articles homonymes, voir Zimet.
Ben Zimet est un chanteur et conteur yiddish, de nationalité canadienne, d'ascendance juive allemande et polonaise, qui vit principalement en France. Il a également séjourné pendant deux ans au Sénégal.

## Voix du Yiddishland
Il naît à Anvers le 3 février 1935 dans une famille juive réfugiée en Belgique. Sa mère Dora Weber est originaire de Nuremberg, en Allemagne, son père Osjasz Zimet vient de Pologne. À l'invasion allemande, sa famille part vers la France, dans le Midi puis après l'invasion de la Zone libre, en Corrèze. Pour protéger leurs trois enfants, ses parents sont contraints de les confier à différentes familles chez qui ils vivent jusqu'à la fin de la guerre comme enfants cachés. Il y est même enfant de chœur (à Saint-Setiers). Après la Libération de la France, la famille se reconstitue et retourne à Anvers jusqu'en 1948 quand ils vont rejoindre d'autres membres de leur famille à Montréal au Canada. Ben Zimet y vivra 12 ans. Après avoir été citoyen polonais puis apatride, il peut acquérir la nationalité canadienne à l'âge de 21 ans.
Fortement influencé par les écrits d'Henry Miller, Ben Zimet fuit les Amériques en 1960. Il s'installe d'abord près de Malaga en Espagne franquiste où il écrit un premier roman intitulé Andalusian Fugue for Skin Flute and Orchestra qui n'est jamais publié. Puis, toujours en quête d'une terre promise[réf. nécessaire], il part en Israël où il passe six mois dans un kibboutz proche de Gaza avant de s'installer définitivement à Paris. Il fréquente le quartier de Montparnasse et son milieu artistique. On y croise Sartre, Beckett, Zadkine, Giacometti[Qui ?]. Il réalise ses premiers dessins à l'encre de chine. Puis, poussé par Maurice Alezra, directeur du célèbre café-théâtre La Vieille Grille, il se lance dans la chanson yiddish dont personne ne parle à l'époque, en 1973. Avec le pianiste accordéoniste Eddy Schaff, le clarinettiste Teddy Lasry, le violoniste Maurice Delaistier et le contrebassiste Pierre-Yves Sorin, il interprète ses Chants et Contes du Yiddishland dans de nombreux théâtres parisiens (Théâtre Mouffetard, Théâtre Présent, Théâtre La Bruyère, La Gaité-Montparnasse, Le Palace, Les Bouffes-du-Nord). Puis c'est le Théâtre de la Ville, en mai 1981 avant de sillonner l'Europe tout entière.
En 1982, avec ses amis Olivier Revault d'Allonnes, Nicole Eizner, Richard Marienstras et Rachel Ertel, il crée le Premier Festival de la culture yiddish, au Centre Pompidou à Paris. C'est un immense succès populaire. Puis, en 1984, sous la direction de Rachel Salik, anversoise et yiddishophone comme lui, il crée son Yiddish Cabaret, un spectacle de théâtre musical qui joue dix jours à guichet fermé au même Centre Pompidou, sous la menace des bombes et des attentats, avant de partir en tournée en France.
Sollicité comme conteur, il participe activement aux débuts du renouveau du conte en France, aux côtés d'Henri Gougaud, de Yannick Jaulin, de Manféi Obin, de Mimi Barthélémy, d'Anne Kovalevsky et de bien d'autres encore.
Il a publié plusieurs ouvrages de contes aux Éditions du Seuil.
En 1991, il tient le rôle principal dans le spectacle Yiddish in America inspiré de l'œuvre de Cynthia Ozick, au Théâtre 13 à Paris, dans la mise-en-scène de Patrick Haggiag.
Ben Zimet a enregistré une quinzaine de disques de chants yiddish et de musique, seul ou avec la chanteuse Talila, qui a été sa compagne, les deux plus récents étant Un Enfant de la Corrèze, autobiographie d'un enfant caché, et Aux Sources du Klezmer (2015), son best of. Il a joué dans plusieurs films, dont Rencontre avec des hommes remarquables de Peter Brook, et Swing de Tony Gatlif qui se veut un hommage aux  musiques tziganes, arabes et juives. Il a également interprété le rôle d'un exorciste dans le film Les Démoniaques réalisé par Jean Rollin.

## Histoire de l'esclavage
Installé pendant quelques années au Sénégal, il y a créé en mai 2007, dans l'île de Gorée, la première édition du Festival international du conte et de la parole, dans le cadre de la commémoration de l’abolition de l'esclavage. Ce festival réunissant une centaine d'artistes africains pendant trois jours sur l'ile-symbole de Gorée a trouvé un immense écho dans toute l'Afrique de l'Ouest pendant les trois années de son existence. Des milliers de jeunes et de moins jeunes africains y ont assisté et retrouvé les symboles de leurs racines.

## Famille
Ben Zimet est le père de Joseph Zimet, ancien directeur de la Mission du centenaire de la Première Guerre mondiale, conseiller en communication d'Emmanuel Macron et ex-mari de la femme politique française Rama Yade.

## Différentes œuvres

### Spectacles
- 2012 : Un enfant de la Corrèze
- 2015 : Yiddish Follies
- 2016 : Swing In Yiddish

### Livres
- La Princesse Perdue, 1995, Syros
- Contes du Yiddishland, 2000, Le Seuil
- Contes des sages du ghetto, 2003, Le Seuil.  (ISBN 978-2-02-060491-8)
- Cuentos Del Pueblo Judio / Jewish Tales, 2006, Ediciones Sigueme.
- Le Chemin de la terre promise : Un conte yiddish, album avec Éric Battut, 2007, éditions du Sorbier.  (ISBN 978-2-7320-3885-8)

### Disques
- Premiers Chants yiddish, 1973, SFPP
- Ben Zimet aux Bouffes du Nord, 1978, Éditions Musicales
- Ben Zimet au Théâtre de la Ville, 1981, SFPP
- Yiddishland (Live), 1994
- Chants yiddish, 1996, Ness Music.
- Contes yiddish, 1998, Astérios.
- Yiddish Café, Talila & Ben Zimet, 2000, Ness Music
- Un enfant de la Corrèze, 2014, Éditions MLP
- Aux Sources du Klezmer, 2015, Éditions MLP